# Аллахвердиев, Намиг Муслим оглы
Намиг Муслим оглы Аллахвердиев (азерб. Namiq Müslüm oğlu Allahverdiyev; 5 октября 1967, Ждановский район — 9 июля 1992, Джамилли, Тертерский район) — азербайджанский полицейский, сержант полиции, участник Первой карабахской войны, Национальный герой Азербайджана (1992, посмертно).

## Награды
Указом президента Азербайджанской Республики Абульфаза Эльчибея № 264 от 8 октября 1992 года сержанту полиции Намигу Муслим оглы Аллахвердиеву за личное мужество и отвагу, проявленные во время защиты территориальной целостности Азербайджанской Республики и обеспечения безопасности мирного населения, было присвоено звание Национального Героя Азербайджана (посмертно).

## Память
Средняя школа № 1 города Бейлаган носят имя героя. В городе установлен бюст Аллахвердиева.